# Marc Van Peel
Marc Lodewijk Augusta Van Peel, né le 18 septembre 1949 à Borgerhout est un homme politique belge flamand, membre du CD&V.
Il est licencié en histoire (UGent) et ancien professeur. 
Il est membre du CA du Havenbedrijf Antwerpen (depuis 96).
Il fut commissaire du Vlaams Verbond van katholieke scouts en meisjesgidsen (VVKSM) (74-79), 
collaborateur au service de formation ACV national (79-86),
secrétaire adjoint du syndicat ACW - Arrondissement Anvers (86-87), 
président général du CVP (96-99).

## Distinctions
- Officier de l'ordre de Léopold (2003)

## Fonctions politiques
- 1987-1995 : membre de la Chambre des représentants
- 1989-     : conseiller communal à Anvers
- 1995-1999 : membre du Conseil flamand
- 2001-     : échevin à Anvers
- 1999-2003 : membre de la Chambre des représentants 
  - président du groupe CVP
- 2003-2004 : sénateur élu direct